# Vincent Senise-Bjurström
Vincent Senise-Bjurström, född 15 maj 1944 i Oscars församling, Stockholm, är en svensk skådespelare. Han är son till skådespelaren Betty Bjurström.

## Filmografi
- 1959 – Enslingen i blåsväder
- 1959 – Bara en kypare
- 1962 – Hans Brinker or The Silver Skates
- 1964 – Svenska bilder